# Parler marseillais
 (août 2015).
Si vous disposez d'ouvrages ou d'articles de référence ou si vous connaissez des sites web de qualité traitant du thème abordé ici, merci de compléter l'article en donnant les références utiles à sa vérifiabilité et en les liant à la section « Notes et références ».
Le parler marseillais est la forme locale du français parlé dans la région de Marseille et modifié par le substrat linguistique provençal sur lequel il s'est greffé, mais aussi par les apports linguistiques dus aux diverses immigrations, notamment au cours des XIXe et XXe siècles, ainsi que par l'évolution linguistique propre à toutes les langues vivantes.

## Histoire
L'apparition du parler marseillais remonte à la seconde moitié du XIXe siècle, époque où une grande partie des habitants parlent encore le provençal. Ils s'approprient alors la langue française sous l'influence du vocabulaire, de la grammaire et de l'accent provençal ; 90 % du parler marseillais viendrait encore du provençal. En même temps, cette accommodation s'est construite par une francisation de certains termes provençaux tout en gardant les prononciations et intonations du langage provençal. Ce mélange linguistique est une des caractéristiques de l'« accent marseillais ».
Le vocabulaire marseillais s'enrichit également des vagues d'immigration successives. L'italien a été très influent, sans doute grâce à sa proximité avec le provençal, mais le langage s'étoffe aussi de mots arabes, corses, comoriens ou calós. Si la jeunesse du début du XXIe siècle intègre au parler marseillais de nombreux termes et expressions issus de leur pays d'origine, beaucoup de mots provençaux sont encore largement utilisés et conservés dans leur usage courant (cagole, dégun, fada, peuchère, etc.)
Depuis 2006, l'Académie de Marseille a son propre dictionnaire du parler marseillais.

## Usage et diffusion
Beaucoup d'habitants de la région de Marseille restent fidèles au parler local, y compris aux expressions en provençal, comme l'illustrent le style caractéristique de groupes musicaux marseillais ou l'utilisation de ces expressions par les institutions locales, ou par l'Olympique de Marseille dans leurs communications respectives.

### Variantes sociologiques
Derrière l'apparente unicité du parler marseillais, des variantes sont identifiables en plus de l'accent populaire « traditionnel » : un accent dit « des quartiers nord » et un accent dit « de la bourgeoisie marseillaise ».

#### Accent «jambon»
L'accent de la bourgeoisie marseillaise serait « provençal », « chantant » mais moins « vulgaire » que le parler populaire. À Marseille, cet accent « retenu » est qualifié de « pointu » ou « jambon ».
Cet accent se caractérise par le phonème /ɑ̃/ prononcé [ɔ̃] et /ɛ̃/ prononcé [œ̃].
Dans Trois jours d’engatse, Philippe Carrese décrit ainsi l'accent « jambon » :

« Pour reconnaître un fiòli ou un jambon, c’est pas compliqué... Quand ils mangent l’aïoli, les fiòlis (ou jambons) mettent l’accent sur la dernière syllabe d’aïòli. Les autres (les gens comme toi et moi), mettent l’accent sur le O du milieu. C’est tout simple mais c’est imparable. »

#### Accent «des quartiers nord»
L'accent « des quartiers nord » se caractérise par une plus forte palatalisation : quartier devient /kaʁ.tʃe/, petit devient /pə.tʃi/.
Originaire du nord de la ville, cet accent s'entend de plus en plus chez les jeunes adultes et les adolescents de Marseille, parfois même dans les quartiers sud. Il est parfois perçu comme un accent « des cités ».

## Phonologie

### Accent tonique
- prononciation des -e terminaux ainsi que des -e intersyllabiques, normalement muets à Paris :
  - « Une petite femme sur la fenêtre » se prononce en marseillais /y.nə.pə.tʃi.tə.fa.mə.syʁ.la.fə.nɛ.tʁə/ (« uneu peutiteu fame sur la feunétreu ») au lieu de /yn.ptit.fam.syʁ.la.fnɛtʁ/ (« une p(e)tite fame sur la fnètre ») dans le parler parisien ; soit le double de syllabes.
- simplification de -è ouverts en -é fermés
  - il n'est fait aucune distinction entre les, lait, laid, lais ou laie, prononcés tous indistinctement [le] (« lé »)
  - les mots marseillais, très, après, etc., se prononcent /maʀ.sɛ.je/, /tʁe/, /a.pʀe/) ;

### Voyelles nasales
- devant p ou b : am / em se prononcent amm ; om se prononce omm[2].
  - « empéguer » devient donc « ammpégué » ; « tomber » devient « tommbé. »
- devant q : an / en se prononcent èng ; on se prononce òng ;
  - « tranquille » devient donc « trèngkile » ; « Arenc » devient « Arèngk » ; « jonquille » devient « jongkiye. »
- devant t, tch, d, dj : en / an / em se prononcent ann ; in, ain, ein se prononcent ènn[2].
  - « Endoume » devient donc « Anndoume » ; « peintre » devient « pènntre ».
- à la fin d'un mot, -an se prononce -ang ; -in / -ain deviennent -èng ; -on devient -òng ; -un devient -œng[2].
  - il y est conservée donc, à la différence du français parisien, une nette distinction entre « brun » et « brin », « un » et « hein » ; notons que cette distinction est de moins en moins présente parmi les jeunes générations.

### Mutation consonantique et vocalique
- Transformation de la syllabe initiale re- en ro-.
  - rocommencer, roprendre, romonter pour recommencer, reprendre, remonter[12].

- simplification des /l/ et /n/ + /j/ :
  - « escalier » se prononce esca-(l)-ier[13] ; « magnolia » devient manolia ; « peignoir » et « baignoire » deviennent pénoir, bainoire. Ce trait de prononciation était déjà existant dans la variante du provençal parlé à Marseille[14] ;

### Diérèse et palatalisation
- diérèse de certaines diphtongues :
  - « avion » se prononce /a.vi.jɔ̃/ (« aviyon »), « camion » devient  /ka.mi.jɔ̃/ (« camiyon »), « rien » devient /ʁi.jɛ̃/ (« riyin »)[15] ;
- palatalisation de t et d devant les voyelles i et u
  - Quartier devient /kaʁ.tʃe/, petite devient /pə.tʃi.t(ə)/, voiture devient vwa.tʃy.ʁ(ə)[16]. À l'oral, tu as peut devenir /tʃɑ/ et tu es, /tʃe/, à la différence du parler parisien, on /ty.a/ et /ty.ɛ/ seront simplifiés en /ta/ et /tɛ/ à l'oral.
  - Ce trait de prononciation est particulièrement appuyé dans les quartiers nord de la ville.

## Grammaire
- Usage fréquent d'impératifs de verbes pour attirer l'attention :
  - Tè ! (« tiens ! »), vé ! (« vois ! »)
- Usage d'interjections pour marquer l'expression :
  - « Oh fan ! » (exclamation de surprise) ; « Qué » signifie « quoi, quel » (« Qué rendez-vous ? » a le sens de « Quel rendez-vous ? De quoi tu me parles ? ») ;
- Usage transitif de verbes intransitifs en français standard, sur le calque du provençal :
  - « tu vas tomber le verre » pour « tu vas faire tomber le verre » ;
- Usage particulier des superlatifs et comparatifs[17] :
  - « Je préfère mieux » pour « je préfère encore »; « c'est plus pire » pour « c'est encore pire ».

## Lexique
| Origine      | Mot                | Définition | Étymologie |
| ------------ | ------------------ | --- | --- |
| Provençal    | arapède            | nom local de la patelle, coquillage collé aux rochers ; par dérivation, personnage dont on ne peut pas se débarrasser | L'occitan général emploie la forme alapeda, du latin lepas, lepadis |
| Italien      | aouf               | « gratuit » | a ufo, acronyme du latin ad usum fabricae operis |
| Provençal    | bader              | « regarder bouche bée », « contempler », admirer » | badar : « béer » |
| Français     | ballon             | « football » (par métonymie) | |
| Français     | bandeur            | lèche-cul | bander sur quelqu'un = l'envier, le courtiser |
| Provençal    | barbeau            | originellement un poisson, signifie blanc bec, jeune homme voire proxénète en argot marseillais. | barbèu |
| Provençal    | bastide            | grande maison de campagne que les bourgeois se faisaient construire | bastida : « bâtie » |
| Provençal    | bestiasse          | bête féroce | bestiasso |
| Provençal    | bette              | bateau appelé improprement « pointu » | beta |
| Provençal    | Bèou               | Beau, grand. Souvent utilisé dans l'interjection « Mon bèou » (parfois orthographié bew) | bèu |
| Provençal    | bisquer            | « râler », « rouspéter » | biscar |
| Provençal    | bomber             | « frapper » | bombar |
| Provençal    | bordille           | « ordure », au sens propre comme au figuré | bordilha |
| Provençal    | borie              | cabane en pierre sèche | bòri |
| Caló         | botch              | fou, cinglé | du catalan boig ou de l'occitan baug |
| Provençal    | bouléguer          | « (se) bouger », « (se) secouer » | bolegar : « remuer, agiter » - du lat. tardif bullicare |
| Provençal    | bouchon            | petite boule servant de but à la pétanque | bouchoun : « petite boule » |
| Provençal    | bougnette          | tache (sur un vêtement) | bougneto : « tache d'huile » |
| Arabe        | brêle              | « idiot », « incapable » | بغل, beḡel : « mulet » |
| Provençal    | cacou              | jeune voyou, a donné aussi kéké | quèco |
| Provençal    | cafi ou clafi      | « rempli », dans le sens « qui abonde de qqch » | dérive du latin clavo figere : « fixer au clou » |
| Provençal    | cafoutche          | placard ou pièce en désordre, débarras | cafoucho |
| Provençal    | cagnard            | lieu fortement exposé au soleil, chaleur étouffante | canhard |
| Provençal    | cagole             | fille vulgaire | cagola, cagoule, portée par les jeunes filles travaillant dans les usines de dattes, réputées de basse extraction |
| Provençal    | caguer             | « déféquer » ; se caguer : « avoir peur » (familier) ; cagade : grosse bêtise (familier) ; caguette : peureux | cagar |
| Provençal    | capèu              | chapeau | capèu |
| Provençal    | chaler             | transporter quelqu'un avec soi sur sa bicyclette, son scooter ou sa moto | chalar |
| Piémontais   | chapacan           | « bon à rien » | ciapa can : « attrape-chien » |
| Provençal    | chaufestre         | Dans l'expression "faire chaufestre", énerver, abuser | escaufèstre, énervement, surexcitation |
| Provençal    | chichi-frègi       | sorte de beignet de forme oblongue, préparation ressemblant à celle du churros | chichí fregit : « petit oiseau frit » (le chichi désigne à la fois un petit oiseau et le sexe masculin) |
| Parler jeune | chnine             | telephone | chnine |
| Arabe        | chouf              | « faire le guet », « guetteur » | شاف : « regarder » |
| Provençal    | collègue           | « ami », « copain » | collèga, utilisé dans sens d'ami |
| Provençal    | couillon           | imbécile, benêt (familier) | colhon, testicule |
| Français     | craindre           | « mal supporter » (au sens de détester : « je crains l'alcool »), avoir peur de qqch ("je crains qu'il pleuve") | |
| Provençal    | dégun              | personne (nul individu) | degun, même signification |
| Provençal    | de longue          | « tout le temps» | de lònga, même signification |
| Provençal    | emboucaner         | « escroquer », « abuser », « tromper », "embêter", "taquiner" ("je t'emboucane") | bocanar, embocanar, faire du bruit, se quereller |
| Provençal    | empéguer           | « mêler à une affaire », « verbaliser », « attraper », se faire embêter | empegar : « encoller » - de pegar : « coller ». |
| Provençal    | encaper            | réussir, atteindre un but, | encapar |
| Italien      | engatser (s')      | s'énerver | incazzarsi, avec la prononciation des dialectes centro-méridionaux de la langue |
| Provençal    | ensuquer           | endormir, assommer | ensucar : « assommer » - de suc, argot provençal signifiant la tête, littéralement « taper sur la tête ». |
| Provençal    | esque              | vers servant d'appât de pêche | esca : « le bout », « la terminaison » (ici, de la canne à pêche) |
| Provençal    | esquicher          | « serrer » ; esquiché : « à l'étroit » | esquichar, serrer, écraser |
| Provençal    | estanquer          | escroquer | estancar : « arrêter ». La signification « escroquer » est propre à Marseille. |
| Provençal    | estrasse           | « torchon », au sens propre comme au figuré | estraça, substantivation du verbe estraçar : « déchirer ». |
| Provençal    | fada, fadade       | « fou, folle » | fadat, fadada : « fou », « niais », dérivé de fada, « la fée ». Qui a littéralement des fées dans la tête. |
| Italien      | fatche             | « face », devenu exclamation de surprise (« oh fatche (de con) ! ») | faccia : « face » |
| Provençal    | favouille          | « petit crabe » ; par dérivation, sexe d'un petit garçon, mais aussi sottise ; de nos jours, sur la région marseillaise, le terme ou surnom favouille désigne une femme aux mœurs légères (par allusion au petit crabe qui ne marche pas droit) | favolha |
| Provençal    | filade             | « bagarre » ; se filer : « se battre », « se bagarrer » | filada |
| Italien      | fiòli              | « petit bourgeois » | figlioli (diminutif de figli, enfants), pris dans le sens figuré de fils ou fille à papa En provençal, fiòli désigne un membre d'une congrégation religieuse, un légitimiste ; l'expression est apparue à Marseille grâce aux sermons du prêtre italien de l'Église du Calvaire. |
| Provençal    | furer              | embrasser quelqu'un vigoureusement | furar, creuser |
| Corse        | fratè              | « frère », « mon frère », « mon ami » | |
| Provençal    | gabian             | goëland leucophée | gabian |
| Romani       | gadjo, gadji       | « mec », « fille » | |
| Provençal    | galéjer            | exagérer en racontant quelque chose | galejar : « parader », « montrer de façon ostentatoire » |
| Provençal    | gànchou            | crochet dont se servaient autrefois les portefaix et utilisé aujourd'hui par les dockers pour saisir les cartons | gancho |
| Provençal    | gari               | petit enfant | garri : « rat » |
| Comorien     | gari               | voiture | |
| Provençal    | gâté               | caresse et par extension désigne une personne pour qui on a de l'affection | gatet, petit chat |
| Provençal    | goï                | « boiteux » (rien à voir avec le terme hébraïque homophone) | gòi, gòia |
| Comorien     | guirri             | désigne quelqu'un de fort, de vaillant | Guirri : « déterminé », « têtu » |
| Arabe        | hamo               | tonton (oncle) | Mot tiré de la langue tunisienne |
| Comorien     | hazi               | travail | |
| Arabe        | hélah (ou halla)   | « désordre », s'utilise aussi dans le sens « mettre l'ambiance », « mettre le feu », | |
| Comorien     | mapé               | argent | raccourci du mot mapésa |
| Provençal    | marroner           | « râler » | morronar, le morre (prononcé « mourre ») étant le museau, signifiant littéralement « faire la gueule » |
| Provençal    | mastre             | « maladroit » | mastrejar : « manier maladroitement » |
| Provençal    | mèfi               | « attention » | mèfi |
| Provençal    | mener              | emmener | menar : « emmener, apporter » |
| Provençal    | minot              | « enfant », « gamin » | minhòt, minhòta, terme affectueux désignant un enfant |
| Napolitain   | oaï                | « désordre » | uaio, même sens |
| Provençal    | pachole            | sexe féminin | pachòla, chose que l'on tripote |
| Provençal    | pan-garni          | sandwich | pan garni : « pain garni » |
| Provençal    | patin couffin      | paroles n'ayant aucun intérêt (« et patin couffin »). | patin-cofin |
| Caló         | payo               | non-gitan ; petit bourgeois ridicule | du catalan paio : « mec, type » |
| Provençal    | pébron             | « crétin » | pebron : « poivron » |
| Provençal    | pèguer             | « coller », « poisser » | pegar : « coller » |
| Provençal    | pescadou           | « pêcheur » ; pesquer : « pêcher », « attraper » | pescador : « pêcheur », du lat. piscator |
| Provençal    | peuchère           | expression utilisée pour marquer la compassion, la pitié ("peuchère il s'est fait mal") | pecaire: « pécheur » |
| Provençal    | piade, piadon      | « bernard-l'hermite » ; une piade est aussi une trace de pas | peada : « trace de pas » |
| Provençal    | pièce              | « serpillère » | pèça |
| Provençal    | pile               | « évier » | pila |
| Provençal    | pistou             | mélange de basilic et d’huile d’olive, se dit en italien pesto (souvent mangé avec des pâtes ou dans la soupe au pistou). | pistar : « broyer », « fouler » |
| Provençal    | pitchoun           | « petit enfant » | pichon : « petit » |
| Provençal    | piter              | « mordre à l'hameçon » (y compris au sens figuré) ; par dérivation, manger par petites doses, mais aussi avoir peur d'un geste soudain | pitar |
| Provençal    | plier              | « emballer » (dans du papier) | plegar, qui s'emploie dans le même sens |
| Français     | pointer (se faire) | être refusé à l'entrée d'un lieu. | pointer : « indiquer absent » |
| Provençal    | porter             | apporter | du provençal portar, qui s'emploie de la même façon |
| provençal    | potager            | « plan de travail » (dans une cuisine) | potatgier, lieu où l'on met les ustensiles de vaisselle (les pots) |
| Provençal    | qu'es aco ?        | « qu'est-ce que c'est ? » | qu'es aquò, littéralement « quoi est cela » |
| Provençal    | quiller            | « percher, coincer » | quilhar, même sens. le ballon est quillé, le ballon est coincé |
| Provençal    | quitter            | « enlever » (un vêtement) | du provençal quitar, qui s'emploie de la même façon |
| Arabe        | rhéné              | nul, ringard | |
| Français     | restaurant         | « pain » (de 200 grammes) | littéralement « pain qui restaure » |
| Provençal    | roucaou            | « poisson de roche » ; désigne également par rapprochement homophonique une personne aux cheveux roux | rocau |
| Provençal    | rouste             | « volée de coups », « défaite importante », une claque | rosta : « raclée » |
| Italien      | santibèli          | synonyme de santon, terme issu lui du provençal, et qui par extension désigne une personne peu alerte | Santi Belli : « beaux saints » |
| Provençal    | santon             | figurine que l’on place dans les crèches à Noël. | santon : « petit saint », de sant : « saint » |
| Napolitain   | scoumougne         | « malédiction », « malchance » | du napolitain scomunica : « excommunication » |
| Provençal    | se caler           | se reposer, consommer des stupéfiants | calar, descendre, faiblir |
| Français     | se gaver           | exceller ("je me suis gavé, j'ai trop bien joué"), trop manger ("je me suis gavé à midi") | se gaver : « s'empiffrer » |
| Arabe        | sgeg               | sexe masculin | |
| Provençal    | straou             | trou | du provençal trauc, prononcé [traw] avec ajout d'un -S- épenthique |
| Provençal    | suce-miel          | bonbon | suça-mèu |
| Caló         | tarpin             | « beaucoup », « très », dans l'excès | |
| Français     | taquet             | coup ; (mettre un taquet : « donner un coup ») | |
| Français     | taquiner           | exceller | Il taquine au ballon : « Il excelle au football » |
| Provençal    | tchatcher          | bavarder beaucoup | De cha-cha, onomatopée imitant le chant des oiseaux ou des cigales qui a notamment dérivé en chacharronear : « bavarder, causer » |
| Provençal    | testard            | têtu, entêté | tèsta : « tête », avec un augmentatif |
| Provençal    | teston             | intellectuel | teston : « tête », avec un diminutif |
| Provençal    | tété               | sein, mamelle, téton | Du provençal teté, même signification |
| Provençal    | thys               | le nom du filet appelé « trémail » en français. | Du provençal tis. Selon Victor Gelu, ce terme viendrait directement du grec phocéen. |
| Provençal    | Tòti               | Nigaud, crétin, imbécile | Du provençal tòti, même signification |
| Français     | tournedos          | « steak haché » | |
| Provençal    | vié                | bite, idiot | viech, sexe masculin. « Mon vié ! », équivalent de « hé merde ! », en français |
| Provençal    | zou                | « en avant » (« Allez zou ! »), équivalent du français « hop » | zo |

## Quelques expressions
- « Bon bout d'an ! » : bonne fin d'année !
- « À l'an que vèn » : à l'année prochaine[31].
- « Bon pour le 54 » : bon pour l'asile (qui se trouvait, il y a un siècle, au terminus du tram 54 ; aujourd'hui on y trouve l'hôpital de la Timone).
- « Tanqué comme un santon » : figé, immobile (dépréciatif).
- « Un cul comme la porte d'Aix » : très gros (la « porte d'Aix », c'est l'arc de triomphe de la place Jules-Guesde).
- « Arriver comme Belsunce » : arriver sans rien à offrir. Lié à la statue d'Henri de Belsunce, évêque de Marseille pendant la peste de 1720, représenté avec les deux paumes tournées vers le ciel.
- « Je vais te mettre un 5 francs si tu continues » : Je vais te mettre une gifle si tu continues.
- « Faire moulon » : s'entasser (à l'arrière du bus par exemple).
- « Avoir la gibe » : avoir une bosse (giba en provençal) ; se dit surtout d'une joue enflée par une rage de dents.
- « Fais du bien à Bertrand, il te le rend en cagant » : ne donnez pas votre amitié à n'importe qui.
- « Fan de chichourle ! Il m'a fait un palet le gonze » : ça alors ! Le type a fait un carreau ("Fan de chichourle" exprime l'admiration, l'exaspération ou l'étonnement)
- « Fan des pieds » : alternative à « Fan de chichourle » permettant d'éviter la locution vulgaire « chichourle ».
- « Passer la pièce » : passer la serpillière.
- « Faire de l'essence » : faire le plein de la voiture en carburant.
- « Ne pas se rompre le frein » : ne pas trop travailler. Ho assieds-toi ! On va pas se rompre le frein quand même !